# Marano Vicentino
Marano Vicentino (Maràn in veneto) è un comune italiano di 9 229 abitanti della provincia di Vicenza in Veneto.

## Geografia fisica
È situato nell'Alto Vicentino, ovvero in provincia di Vicenza.
Corsi d'acqua
Marano Vicentino è attraversato da molti corsi d'acqua, sono citabili la Roggia Maestra, ossia il principale canale artificiale del paese, il Rio delle Pietre e i due più importanti: Torrente Leogra e Torrente Timonchio, che confluiscono proprio nel territorio del Comune.

## Storia

### Toponimi
Le interpretazioni sull'etimologia del nome Marano sono discordanti: la più accettata è quella che lo riferisce al latino Marianus e quindi al nome proprio Marius.

### Epoca antica
In epoca romana una strada proveniente da Vicenza passava per Marano e arrivava a Salzena (ora Santorso), una tra le più ricche ville del Vicentino. Essa costituì il cardine della centuriazione nell'Alto Vicentino. Questo significa che il territorio era organizzato a fini agricoli, caratterizzato dalla regolare disposizione, secondo un reticolo ortogonale, di strade, canali e appezzamenti destinati all'assegnazione a nuovi coloni, in genere i veterani delle guerre; questa destinazione comportò la bonifica di terreni paludosi e la creazione di argini per contenere le piene torrentizie.
Lungo la linea ferroviaria sono state scoperte tombe di persone cremate in epoca romana, coperte da tegole. A Molina di Malo, che fino a tempi non lontani apparteneva a Marano, sono state rinvenute tombe di età imperiale.

### Medioevo
Non è rimasta documentazione che attesti quanto avvenne in questo territorio durante il Basso Impero e l'Alto Medioevo; sicuramente,  come fu per tutto il Vicentino, esso fu sottoposto alla dominazione dapprima dei longobardi, poi dei franchi e probabilmente subì le scorrerie degli ungari, finché gli imperatori nel IX e X secolo lo diedero in possesso ai vescovi di Vicenza; questi, a loro volta, lo frazionarono e lo diedero in feudo a signori laici ed ecclesiastici.
Così fu anche per il territorio di Marano. Nel 1284 i fratelli Ecelino, Bonagiunta, Benincasa ed Enrico detto Bruto, figli di Enrico Signoreto da Marano ed essi stessi signori di Marano, acquistarono dal conte Beroardo di Schio e da suo figlio Alberto l'acqua della roggia, derivata dal torrente Leogra, per 500 libbre; il possesso e l'uso dell'acqua aveva un notevole valore, perché serviva non solamente per l'irrigazione dei campi, ma anche muovere mulini per la macinazione dei cereali, magli per la lavorazione del ferro e folli per la pettinatura della lana..
La chiesa di Santa Maria di Marano ha probabilmente origini molto antiche, documentate almeno dal 1186. Intorno al Mille essa era insignita della dignità pievana, era cioè sede di un archipresbitero vicario del vescovo di Vicenza. La pieve è citata in un documento del 1108, con il quale un certo "gaudentius archipresbyter del plebe marani" donava al monastero benedettino di San Felice tutti i suoi beni situati a Ignago, e in un altro del 1123 con cui papa Callisto II confermava alle monache di San Pietro in Vicenza "synodus et plebes Marani cum quartesiis". Con il tempo però essa perse importanza e nel 1303 essa era certamente sottomessa alla pieve di Malo, come risulta da un documento degli archivi vaticani.
Nel XIII secolo a Marano vi era una Compagnia di Battuti.
Verso la metà del Trecento, durante la dominazione scaligera, il territorio di Marano fu sottoposto, sotto l'aspetto amministrativo, al Vicariato civile di Schio e tale rimase sino alla fine del XVIII secolo.

## Monumenti e luoghi d'interesse
- Chiesa di S.Maria Annunziata
- Chiesetta di S.Maria 
- Chiesetta di S.Pietro, situata nella contrada di S.Pietro 
- Chiesetta di S.Barbara 
- Chiesetta di S.Fermo 
- Stadio comunale Pietro Berto, che ospita le partite casalinghe della squadra Silva Marano e dell'Alto Academy SSDRL

## Società

### Evoluzione demografica
Abitanti censiti

## Geografia antropica
Nel comune di Marano Vicentino vi sono otto frazioni: Canova, Molinetta di Sopra, Mollette, San Fermo, San Pietro, Santa Maria, Villaraspa.

## Economia

### Il mais di Marano Vicentino
Il mais Marano (denominato anche "Maranello") è una varietà di mais selezionata all'inizio del Novecento nella zona di Marano Vicentino.
Si distingue dalle altre varietà per la limitata produttività e l'intenso sapore della polenta con esso prodotta.
Nella zona di Vicenza tale mais era popolarmente denominato maranelo ricordando il luogo di origine.
Le pannocchie hanno un colore rosso tendente all'arancione con chicchi dell'aspetto vetroso disposti con tipico andamento "a spirale" e generalmente non sono più lunghe di 20 centimetri.
Viene attualmente coltivato nella zona di Marano Vicentino e dei comuni limitrofi da un gruppo di produttori aderenti al "Consorzio di Tutela del Mais Marano".

## Amministrazione
| Periodo | Periodo   | Primo cittadino             | Partito        | Carica                  | Note                    |
| ------- | --------- | --------------------------- | -------------- | ----------------------- | ----------------------- |
| 1914    | 1921      | Marco Villani               |                | Sindaco                 |                         |
| 1921    | 1925      | Girolamo Cavedon            | PPI            | Sindaco                 |                         |
| 1925    | 1926      | Francesco Garzotto          |                | Commissario Prefettizio |                         |
| 1926    | 1926      | Marco Villani               |                | Commissario Prefettizio |                         |
| 1926    | 1927      | Giuseppe Sottoriva          |                | Commissario Prefettizio |                         |
| 1927    | 1932      | Dino Savardo                | PNF            | Podestà                 |                         |
| 1932    | 1933      | Francesco Fioretti          | PNF            | Podestà                 |                         |
| 1933    | 1934      | Giuseppe Panizzon           |                | Commissario Prefettizio |                         |
| 1934    | 1935      | Francesco Zaltron           |                | Commissario Prefettizio |                         |
| 1935    | 1943      | Riccardo Agosti             | PNF            | Podestà                 |                         |
| 1943    | 1944      | Ugo Brunetti                | PFR            | Commissario Prefettizio |                         |
| 1944    | 1944      | Bernardino Ricciardi        | PFR            | Commissario Prefettizio |                         |
| 1944    | 1945      | Remo Bottene                | PFR            | Commissario Prefettizio |                         |
| 1945    | 1946      | Giovanni Battista Lebosi    | PCI            | Sindaco                 | Giunta nominata dal Cln |
| 1946    | 1956      | Martino Dal Bianco          | DC             | Sindaco                 |                         |
| 1956    | 1966      | Olinto Sartori              | DC             | Sindaco                 |                         |
| 1966    | 1970      | Guerrino Valente            | DC             | Sindaco                 |                         |
| 1970    | 1980      | Giuseppe Galzignato         | DC             | Sindaco                 |                         |
| 1980    | 1982      | Giuseppe Cavedon            | DC             | Sindaco                 |                         |
| 1982    | 1995      | Domenico Sartore            | DC             | Sindaco                 |                         |
| 1995    | 1999      | Giuliano Rizzato            | Centrosinistra | Sindaco                 |                         |
| 1999    | 2002      | Michele Achille Pietribiasi | Centrodestra   | Sindaco                 |                         |
| 2002    | 2007      | Giuliano Rizzato            | Centrosinistra | Sindaco                 |                         |
| 2007    | 2012      | Francesco Nardello          | Centrodestra   | Sindaco                 |                         |
| 2012    | 2017      | Piera Moro                  | Centrosinistra | Sindaco                 |                         |
| 2017    | in carica | Marco Guzzonato             | Centrosinistra | Sindaco                 |                         |

### Altre informazioni amministrative
La denominazione del comune fino al 1867 era Marano.